# Municipio de Cartoogechaye
El municipio de Cartoogechaye (en inglés: Cartoogechaye Township) es un municipio ubicado en el  condado de Macon en el estado estadounidense de Carolina del Norte. En el año 2010 tenía una población de 2.436 habitantes.

## Geografía
El municipio de Cartoogechaye se encuentra ubicado en las coordenadas 35°7′13.34″N 83°29′38.57″O / 35.1203722, -83.4940472.